# Glinka Górna (osada)
Glinka Górna – osada w Polsce, położona w województwie lubuskim, w powiecie żarskim, w gminie Lubsko.
W latach 1975–1998 miejscowość administracyjnie należała do województwa zielonogórskiego.